# آناتول واخنیانه
آناتول واخنیانه (اوکراینی: Анатоль Вахнянин؛ ۱۹ سپتامبر ۱۸۴۱ – ۱۱ فوریهٔ ۱۹۰۸) آهنگساز، روزنامه‌نگار، سیاستمدار و نویسنده اهل اوکراین بود.